# De Strangers (strip)
De Strangers was een vedettestrip van Patrick Vermeir (scenario) en Dirk Stallaert (tekeningen).
De strip is gebaseerd op De Strangers, een muziekgroep die zong in Antwerps dialect en tussen  zowat 1970 en 1990 zeer populair was in Vlaanderen.
Oorspronkelijk wilden Vermeir en Stallaert een strip maken rondom komiek en zanger André van Duin, maar uiteindelijk kozen ze dus voor De Strangers.
In 1985 werd het verhaal Het daverend paradijs gepubliceerd in de Gazet van Antwerpen. In 1987 verscheen het verhaal in albumvorm bij uitgeverij De Dageraad.
Omdat het verhaal geen groot succes had, werd er geen vervolg gemaakt. De samenwerking van Vermeir en Stallaert ging wel verder met de kinderstrip Kitty.